# Bisdom Kumbo

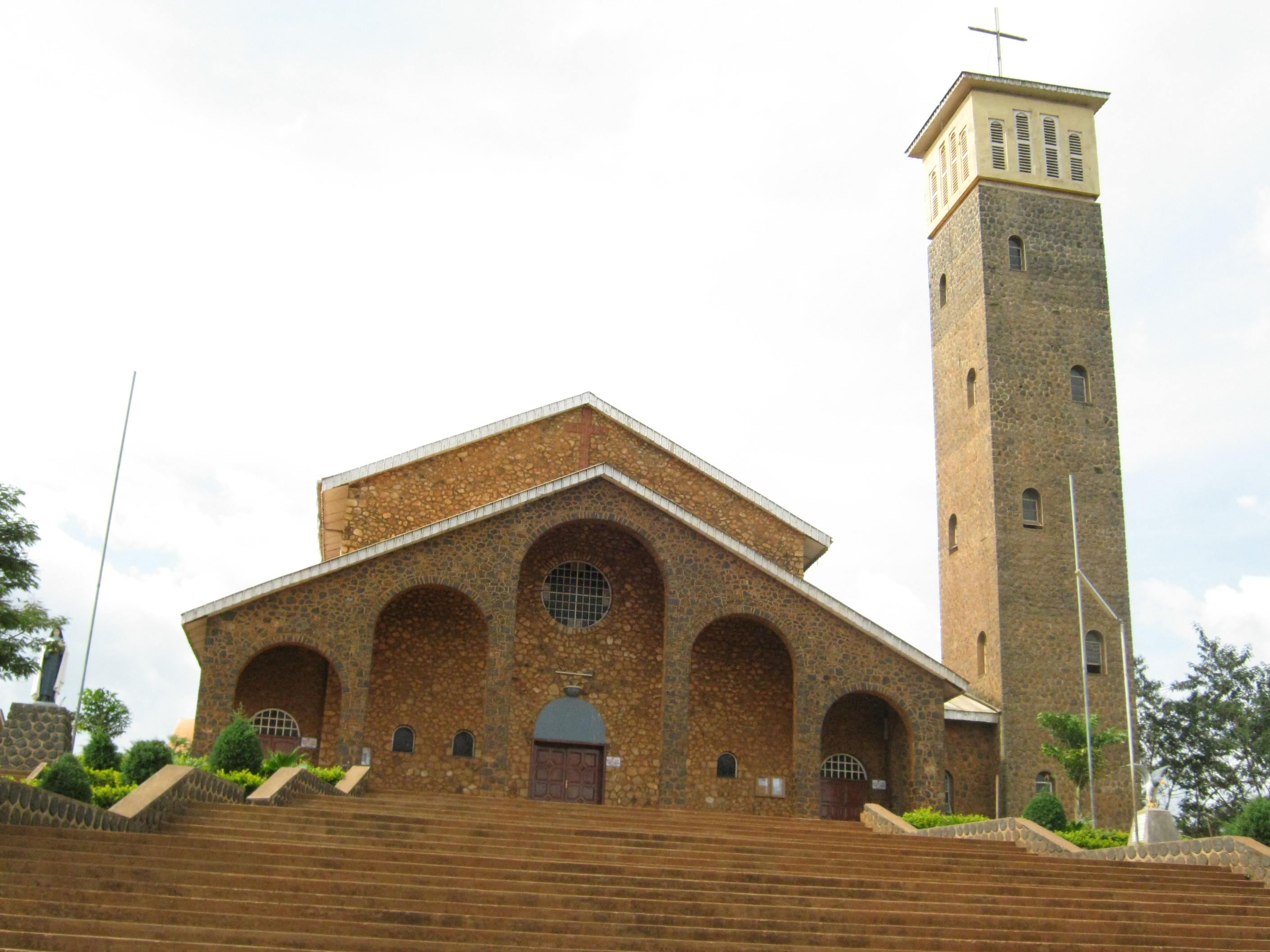
De kathedraal van Kumbo

Het bisdom Kumbo (Latijn: Dioecesis Kumboensis) is een rooms-katholiek bisdom met als zetel Kumbo in de regio Nord-Ouest van Kameroen. Het bisdom is suffragaan aan het aartsbisdom Bamenda en werd opgericht in 1982. Hoofdkerk is de Sint-Theresiakathedraal in Kumbo.
Het bisdom omvat de departementen Bui en Donga-Mantung en een klein deel van het departement Boyo, alle in de regio Nord-Ouest. In 2019 telde het bisdom 34 parochies verdeeld over 6 dekenijen. Het bisdom heeft een oppervlakte van 8.600 km2 en telde in 2019 942.100 inwoners waarvan 20,6% rooms-katholiek was. De bevolking bestaat uit verschillende etnische groepen: Nso’, Oku, Noni, Wimbum, Mbembe, Jukum, Nchanti, Mfumte, Yamba, Mbaw en Mambila. De gemeenschappelijke voertaal is het Engels.

## Bisschoppen
- Cornelius Fontem Esua (1982-2004)
- George Nkuo (2006-)